# Nuklearna fuzija
Nuklearna fuzija je proces tokom kojeg se više atomskih jezgara spajaju formirajući jedno teže jezgro. Ovaj proces prati oslobađanje energije zavisno od mase jezgara koja su u njega uključena. Proces dobijanja energije cepanjem jezgara teških elemenata, kao na primer U-235, pri čemu nastaju dva atoma srednje težine naziva se nuklearna fisija. Pri nuklearnoj fisiji mali deo mase atoma pretvara se u energiju. Ali sa lakim elementima, kao na primer vodonikom, neophodno je spojiti dva ili više atoma u cilju dobijanja atoma veće težine. Pošto su teži elementi stabilniji od vodonika, pri ovom procesu se oslobađa energija. Tom prilikom nukleoni prelaze iz stanja sa manjom u stanja sa većom energijom vezivanja, što je praćeno emisijom (oslobođenjem) dela energije veze (energija veze predstavlja energiju neophodnu da se atomsko jezgro pocepa na manje delove).

## Princip odvijanja nuklearne fuzije
Da bi došlo do nuklearne reakcije, u kojoj se lakša jezgra spajaju u teža, potrebno je da se atomska jezgra nađu na rastojanjima manjim od 10−15 m. Tada među njima počinje da deluje privlačna jaka nuklearna sila. Međutim, da bi se čestice približile do tako malih rastojanja, potrebno je savladati ogromnu Kulonovu silu odbijanja istoimenih naelektrisanja(Kulonova barijera), koja je utoliko veća ukoliko su rastojanja među česticama manja. Jedan od uslova je da se čestice kreću velikim brzinama, od više stotina kilometara u sekundi. Takve brzine mogu se realizovati na temperaturama koje su reda veličine 107 K (termonuklearna fuzija). Ukoliko su termalne brzine male, čestice će se rasejavati pre nego što dospeju do rastojanja na kojima privlačna sila postaje jača od odbojne Kulonove sile. Za fuziju dva protona potrebne su energije od 1 MeV. Gas može da ima i više temperature, pri čemu će veći broj čestica (protona) učestvovati u reakciji.
Nuklearna fuzija lakih elemenata oslobađa energiju koja je izvor zračenja zvezda ili izaziva eksploziju u nuklearnim bombama. Nuklearna fuzija težih elemenata (apsorbuju energiju) događa se pri ekstremno visokim energetskim uslovima, na primer pri eksplozijama supernova. Ovaj proces u zvezdama i supernovama je primarni proces putem kojeg se stvaraju novi hemijski elementi u prirodi. Potrebna je prilična energija da bi se jezgra prinudila na fuziju ili stapanje, čak i kada je u pitanju najlakši element vodonik. Ali fuzija lakših jezgara koja stvaraju teža jezgra i slobodne neutrone, oslobađa više energije nego što se potroši na njihovo spajanje. Pri ovim reakcijama energija se oslobađa do sinteze gvožđa, nakon čega se energija vezuje, a nuklearna fuzija praktično postaje beskorisna. Prema tome, nuklearna fuzija je egzotermna reakcija ili proces koji može sam sebe da održava. Energija oslobođena u većini nuklearnih reakcija je mnogo veća nego u hemijskim reakcijama, zato što je energija veze koja drži nukleone jezgra na okupu mnogo veća od energije koja zadržava elektrone u atomskom omotaču (hemijske energije). Primera radi, energija jonizacije koja se dobija prilikom pridruživanja ili dodavanja jednog elektrona jezgru vodonika (pri formiranju atoma vodonika) iznosi 13,6 eV što je manje od jednog milionitog dela energije oslobođene u procesu deuterijum-tricijum fuzione reakcije koja iznosi 17 MeV.

## Uslovi za fuziju
Znatna energetska barijera mora biti savladana da bi se pojavila fuzija. Na velikim rastojanjima dva potpuno jonizovana nuklearna jezgra odbijaju jedno drugo zbog odbijajućih elektrostatičkih sila koje postoje između njihovih pozitivno naelektrisanih protona. Ukoliko se dva jezgra mogu približiti dovoljno blizu, elektrostatička barijera će biti savladana zbog jakih nuklearnih sila koje su na bliskom rastojanju jače od elektrostatičkih odbijajućih (repulsivnih) sila. Kada se nukleon kao što je proton ili neutron dodaju jezgru, jaka sila privlači ih prema drugim nukleonima u tom jezgru, ali prvenstveno ih privlači prema najbližim susednim nukleonima zbog kratkog dometa te sile. Nukleoni u unutrašnjosti jezgra imaju više susednih nukleona nego oni nukleoni koji se nalaze na površini jezgra. Pošto manje jezgro ima veći odnos površine prema obimu, energija veze po nukleonu zbog jačine sile obično se povećava sa veličinom nuklearnog jezgra, ali prilazi graničnoj vrednosti koja odgovara onoj vrednosti koju ima potpuno okružen nukleon.
Elektrostatička sila, sa druge strane, je inverzna kvadratna sila, tako da proton koji je dodat nuklearnom jezgru ima elektrostatičko odbijanje od svih drugih protona u jezgru. Elektrostatička energija po nukleonu se povećava zbog elektrostatičke sile, bez ograničenja kako jezgro postaje veće. Krajnji rezultat ovih suprotnih sila je taj, da se energija veze po nukleonu povećava s povećanjem veličine nuklearnog jezgra, sve do elemenata željeza i nikla, posle toga ona se smanjuje za teža nuklearna jezgra. Na kraju, energija veze postaje slaba i zbog toga vrlo teška jezgra su nestabilna.
Četiri najčvršće vezana jezgra, padajućim redom u odnosu na energiju veze su: 62, 58, 56 i 60Ni. Iako je izotop nikla 62 stabilniji od izotopa željeza 56Fe poredak po veličini je uobičajeniji. To je zbog većeg odnosa raspadanja 62 u unutrašnjosti zvezda koji se dešava zbog apsorpcije fotona. Istaknuti izuzetak ovog općeg ponašanja je jezgro helijuma-4, čija energija veze je veća od energije veze litijuma, narednog težeg elementa.
Paulijev princip isključenja omogućava objašnjenje ovog izuzetnog ponašanja, on navodi: „da zbog toga što su protoni i neutroni fermioni, oni ne mogu da postoje u tačno istom stanju”. Stanje energije svakog protona ili neutrona u nuklearnom jezgru može se prilagoditi i gornjem i donjem spinu čestice. Helijum-4 ima neuobičajeno veliku energiju veze zbog toga što se njegovo jezgro sastoji od dva protona i dva neutrona, tako da sva četiri nukleona mogu da budu u osnovnom stanju. Bilo koji dodatni nukleoni morali bi da pređu u stanje više energije. Situacija je slična ako se spoje dva nuklearna jezgra. Dok se jedno jezgro približava drugom, svi protoni jednog jezgra odbijaju sve protone u drugom jezgru. To se dešava sve dok dva jezgra ne dođu u kontakt, kada jake nuklearne sile preuzimaju oba jezgra. Prema tome, čak i kada je krajnje energetsko stanje niže, i dalje postoji velika energetska barijera koja mora biti savladana.
U hemiji ovo bi bilo poznato kao aktivaciona energija. U nuklearnoj fizici to se zove Kulonova barijera. Ova barijera je najniža za izotope vodonika, oni sadrže samo jedno pozitivno naelektrisanje u jezgru. Jezgro u kojem bi se nalazila samo dva protona nije stabilno, tako da neutroni moraju biti uključeni, u tom pogledu idealno je jezgro helijuma, gde je jedna od posledica izuzetno jaka energija veze. Koristeći deuterijum-tricijumsko gorivo, krajnja energetska barijera je oko 0,1 MeV. U poređenju, energija koja je potrebna da bi se uklonio jedan elektron iz vodonika je 13,6 eV, oko 7500 puta manja energija. Prelazni rezultat fuzije deuterijuma i tricijuma je nestabilno 5He jezgro, koje odmah izbacuje neutron sa energijom od 14,1 MeV. Energija uzmaka preostalog 4 jezgra je 3,5 MeV, tako da je ukupna oslobođena energija 17,6 MeV. Ovo je višestruko veća energija od one koja je potrebna da bi se savladala energetska barijera.
Ukoliko energija kojom se započinje reakcija dolazi od ubrzavanja jednog jezgra, proces se zove „vazduh-meta” fuzija, ukoliko su oba jezgra ubrzana to je onda „vazduh-vazduh” fuzija. Ukoliko su jezgra delovi plazme koja je blizu termičke ravnoteže, onda se radi o „termonuklearnoj” fuziji. Temperatura je mera prosečne kinetičke energije čestica, tako da će se zagrejavanjem jezgra dobiti energija i možda će se imati dovoljno energije za savladavanje barijere od 0,1 MeV. Pretvaranje jedinica između elektronvolti i kelvina pokazuje da će barijera biti savladana na temperaturi većoj od 160 GK, očito vrlo visokoj temperaturi.
Postoje dva efekta koji smanjuju potrebnu temperaturu. Jedan je činjenica da je temperatura „prosječna” kinetička energija, ukazujući da će pojedina jezgra na toj temperaturi stvarno imati mnogo veću energiju od 0,1 MeV, dok će ostala imati mnogo manju energiju. Procenjuje se da će jezgra koje se nalaze na kraju visoko energetske raspodele brzine uzrokovati većinu fuzionih reakcija. Drugi efekat je kvantno tunelovanje. Jezgro ne mora stvarno imati dovoljno energije da u potpunosti savlada Kulonovu barijeru. Ukoliko imaju skoro dovoljno energije, oni mogu proći kroz preostalu barijeru. Zbog ovih razloga gorivo će na nižoj temperaturi i dalje proći kroz fuzione procese, u manjoj razmeri.
Reakcioni presek σ je mera verovatnoće fuzione reakcije kao funkcije relativnog ubrzanja dva reagujuća jezgra. Ukoliko reagujuća jezgra imaju raspodelu ubrzanja, na primer, termička distribucija sa termonuklearnom fuzijom, tada je korisno izvesti jedan prosek raspodele preseka proizvoda i brzine. Reakcioni odnos (fuzija po obimu za vreme) je σv puta proizvod brojčane gustine reaktanata:
{\displaystyle f=n_{1}n_{2}\langle \sigma v\rangle }
Ukoliko isto jezgro reaguje sa istim jezgrom, kao što je to kod DD reakcija, onda proizvod {\displaystyle n_{1}n_{2}} mora biti zamenjen sa {\displaystyle (1/2)n^{2}}.
{\displaystyle \langle \sigma v\rangle } povećava se od stvarne nule pri sobnoj temperaturi do značajnih veličina pri temperaturama od 10 do 100 keV. Na ovim temperaturama, daleko iznad tipičnih jonizacionih energija (13,6 eV u slučaju vodonika), fuzija reaktanata postoji u stanju plazme. Značaj σv kao funkcije temperature u uređaju sa naročitom energijom konfinisanja vremena pronađen je uzimajući u obzir Losonov kriterijum.

## Nuklearna fuzija na Suncu
Visoke temperature u unutrašnjosti zvezda obezbeđuju velike brzine čestica, a velike gustine, te veću verovatnoću za njihovo približavanje i odvijanje fuzije. Visoka unutrašnja temperatura Sunca inicijalno je obezbeđena gravitacionom silom. Ona je posledica velike Sunčeve mase, koja sabija gas, zbog čega se on zagreva. Promene hemijskog sastava zvezda uslovljene su fuzionim reakcijama p-p lanca i CNO ciklusa. Osnovne fuzione reakcije u jezgru Sunca odvijaju se na taj način što, u konačnom, četiri jezgra vodonika stvaraju jezgro helijuma.
Takve termonuklearne reakcije su egzotermne i u njima se, na račun defekta mase (defekt mase predstavlja smanjenje mase zvezda na račun energije koju emituju), oslobađa energija koju Sunce emituje. Ove reakcije se, najvećim delom, odvijaju u takozvanom proton-protonskom (p-p) ciklusu. Ovaj ciklus je najefikasniji na temperaturama od oko 15 miliona stepeni i pri gustinama 100X103 3. U prvoj fazi ovog ciklusa, dva protona stvaraju deuteron, pozitron i neutrino uz oslobođenje energije. Deuteron je jezgro atoma deuterijuma, izotopa vodonika. Ovo jezgro razlikuje se od jezgra atoma vodonika jer, pored protona, sadrži i neutron. Zbog toga deuterijum zovu i teški vodonik. U toku ove reakcije oslobađa se energija od 1,44 MeV. Potom deuteron stupa u reakciju sa još jednim protonom gradeći izotop helijuma, uz oslobođenje energije. U poslednjoj fazi ovog ciklusa dva izotopa helijuma grade treći, teži izotop helijuma i dva protona uz oslobođenje energije. Dobijeni protoni započinju novu lokalnu reakciju uz oslobođenje energije. Time se okončava jedna varijanta p-p ciklusa. Ova varijanta p-p ciklusa prikazana je na slici.
Osim u p-p ciklusu, vodonik na zvezdama može fuziono da sagoreva i uz učešće jezgara atoma težih elemenata — ugljenika, kiseonika itd. Ova jezgra se u reakcijama ponašaju kao katalizatori, tj. ona se u reakcijama mogu transformisati, uz pojavljivanje „međuproizvoda”, ali se u konačnom ne troše. Najvažniji lanac takvih fuzionih rekcija odvija se uz učešće jezgra izotopa ugljenika 12C. To je poznati ugljenično-azotni (CNO) ciklus, koji je otkrio Hans Bet 1938. godine.
Za savremeni nivo sjaja, na Suncu svake sekunde oko 600 miliona tona vodonika pretvori se u 596 miliona tona helijuma. Preostala 4 miliona pretvara se u energiju tvrdog gama i rendgenskog zračenja i energiju neutrina. Konačan rezultat oba tipa procesa je isti. Proton-protonski je efikasniji i na Suncu verovatniji, jer je potrebno savladati relativno manje kulonovske barijere i u njega su uključeni protoni, koji su najzastupljeniji u Suncu. Zbog prisustva teških elemenata kao katalizatora (kojih je na Suncu malo) CNO ciklus je najefikasniji na višim temperaturama (oko 20 miliona K). Za postizanje takvih temperatura potrebno je da zvezda bude masivnija.

## Primena nuklearne fuzije
Nuklearne reakcije prvi put su primenjene u ratne svrhe. Postoje dva tipa nuklearne bombe, od kojih se jedan model zasniva na nuklearnoj fisiji, a drugi na fuziji. Prve nuklearne bombe, bačene na Hirošimu i Nagasaki pred kraj Drugog svetskog rata zasnovane su na principu nuklearne fisije. Kasnije u toku razvoja ratne industrije razvijena je i vodonična bomba zasnovana na principu nuklearne fuzije. Ali kao okidač za pokretanje nuklearne fuzije, u ovim modelima koristi se fisija. Pokrenuta fuzija naknadno može ponovo pokrenuti fisiju, pa se stoga ove bombe nazivaju fisija-fuzija-fisija bombe. Prilikom eksplozije ove bombe oslobađa se energija ekvivalentna energiji od 8.36x104 TJ dok se pri fisionoj bombi bačenoj na Hirošimu oslobodila energija ekvivalentna energiji od svega 83,6 TJ.
Druga značajna primena nuklearne fuzije još nije uspešno iskorištena na Zemlji, a predstavlja upotrebu iste za dobijanje energije. Nuklearna fuzija predstavlja mnogo bolji izvor energije od fisije, prvenstveno jer koristi čistu vodu za dobijanje energije za razliku od fisije, za čiju je primenu neophodna eksploatacija ruda radioaktivnih metala, a kao posledica fisije ostaje i nuklearni otpad kojeg u prvom slučaju nema. Međutim, ovo još uvek nije moguće jer je na Zemlji nemoguće dostići temperature neophodne za probijanje Kulonove barijere. Stoga se teži pronalasku „hladne fuzije“, odnosno fuzije za čije odvijanje nisu neophodne temperature približne temperaturama u jezgru Sunca.

## Literatura
- Fizika Sunca, Dragan Gajić
- „What is Nuclear Fusion?”. NuclearFiles.org. Архивирано из оригинала 28. 09. 2006. г. Приступљено 26. 12. 2016.
- Brumfiel, G. (22. 05. 2006). „Chaos could keep fusion under control”. Nature. doi:10.1038/news060522-2.
- R.W. Bussard (09. 11. 2006). „Should Google Go Nuclear? Clean, Cheap, Nuclear Power”. Google TechTalks. Архивирано из оригинала 26. 04. 2007. г.
- Wenisch, D.; Kromp; Reinberger (2007). „Science of Fiction: Is there a Future for Nuclear?” (PDF). Austrian Institute of Ecology.
- W.J. Nuttall (2008). „Fusion as an Energy Source: Challenges and Opportunities” (PDF). Institute of Physics Report. Institute of Physics.
- M. Kikuchi, K. Lackner, M. Q. & Tran (2012). Fusion Physics. International Atomic Energy Agency. стр. 22. ISBN 9789201304100.

## Spoljašnje veze
- NuclearFiles.org—A repository of documents related to nuclear power.
- Annotated bibliography for nuclear fusion from the Alsos Digital Library for Nuclear Issues
- Архивирано на веб-сајту  (26. октобар 2020)-NRL Fusion Formulary

Organizations
- Fusion for Energy website
- ITER (International Thermonuclear Experimental Reactor) website
- CCFE (Culham Centre for Fusion Energy) website Архивирано на веб-сајту  (19. март 2021)
- JET (Joint European Torus) website
- Naka Fusion Institute at JAEA (Japan Atomic Energy Agency) website